# Dicée des Célèbes
Dicaeum celebicum
Espèce
Statut de conservation UICN

 LC  : Préoccupation mineure
Le Dicée des Célèbes (Dicaeum celebicum) est une espèce de passereau placée dans la famille des Dicaeidae.

## Répartition
Il est endémique en Indonésie.

## Habitat
Il habite les forêts humides tropicales et subtropicales.

## Sous-espèces
Selon Peterson
- Dicaeum celebicum celebicum Muller,S 1843
- Dicaeum celebicum kuehni Hartert 1903
- Dicaeum celebicum sanghirense Salvadori 1876
- Dicaeum celebicum sulaense Sharpe 1884
- Dicaeum celebicum talautense Meyer,AB & Wiglesworth 1895